# 北余目駅
北余目駅（きたあまるめえき）は、山形県東田川郡庄内町平岡にある、東日本旅客鉄道（JR東日本）羽越本線の駅である。
余目駅から乗り入れる陸羽西線の列車も停車するが、2022年（令和4年）5月以降はバス代行となっている。代行バスについては「陸羽西線#バス代行輸送」を参照。

## 歴史
- 1943年（昭和18年）：北余目信号場が開設[3]。
- 1949年（昭和24年）：北余目信号場が廃止[3]。
- 1958年（昭和33年）1月：北余目信号場が再度開設[3]。
- 1963年（昭和38年）12月1日：駅工事着工[4]。
- 1964年（昭和39年）2月1日：日本国有鉄道（国鉄）羽越本線余目 - 砂越間に新設開業[2][5]。無人駅[6]。
- 1987年（昭和62年）4月1日：国鉄分割民営化により、JR東日本の駅となる[2]。
- 2022年（令和4年）5月14日：高屋道路の（仮称）高屋トンネル建設関連工事に伴い、陸羽西線ならびに同線からの羽越本線直通列車が運行休止、バス代行となる[報道 1]。代行バスのりばは平岡農村公園付近に設置[報道 1]。
- 2023年（令和5年）3月13日：代行バスのりばを約900メートル南に移設[7][報道 2][新聞 1]。
- 2024年（令和6年）10月1日：えきねっとQチケのサービスを開始[1][報道 3]。

## 駅構造
相対式ホーム2面2線を有する地上駅である。ホーム上に待合室が設置されている。
酒田駅管理の無人駅で、乗車駅証明書発行機が1番線は待合室内に、2番線はホーム階段脇にそれぞれ設置されている。

### のりば
| 番線 | 路線      | 方向 | 行先           |
| ---- | --------- | ---- | -------------- |
| 1    | ■羽越本線 | 上り | 鶴岡・新津方面 |
| 2    | ■羽越本線 | 下り | 酒田・秋田方面 |

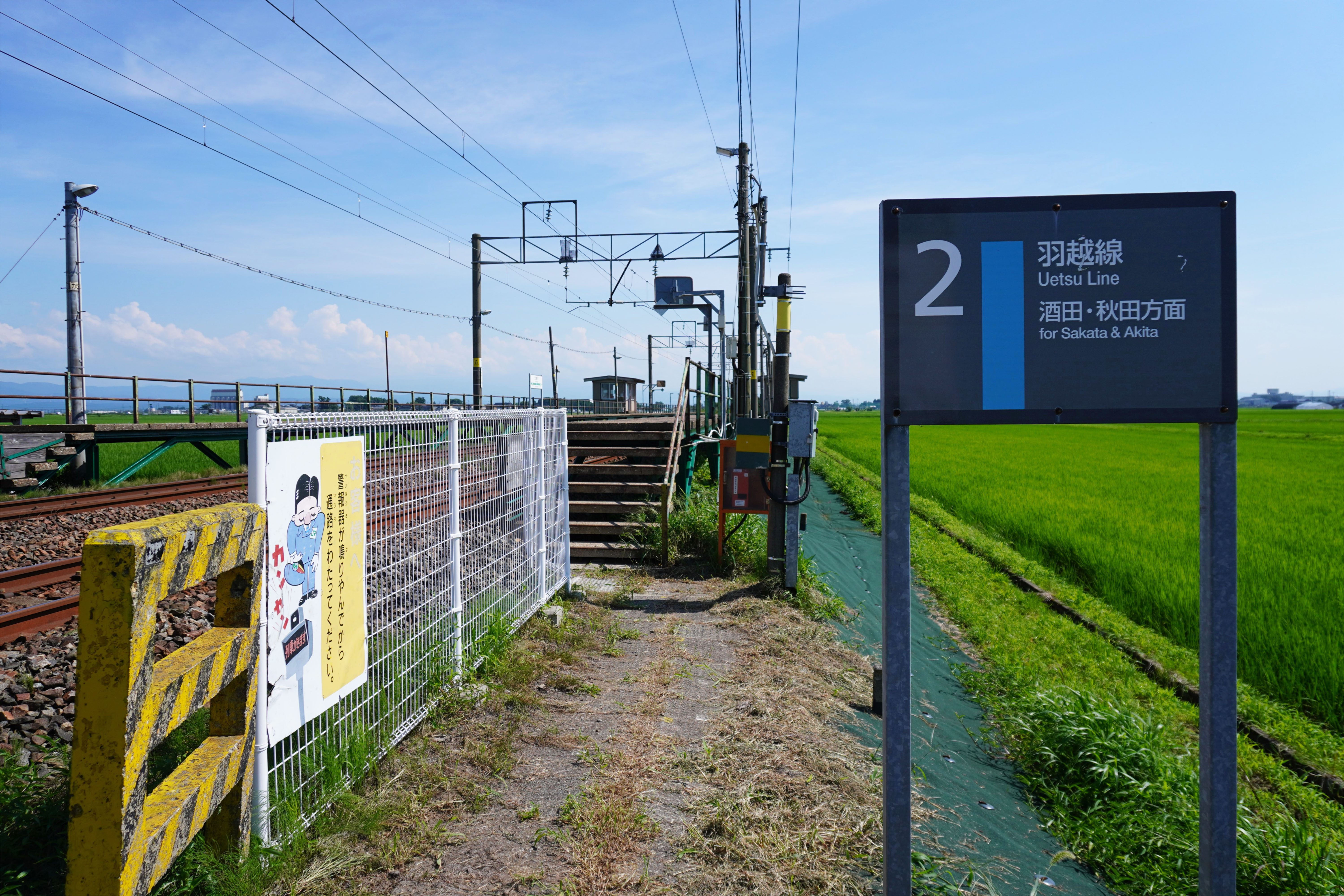
2番線ホーム出入口（2023年7月）
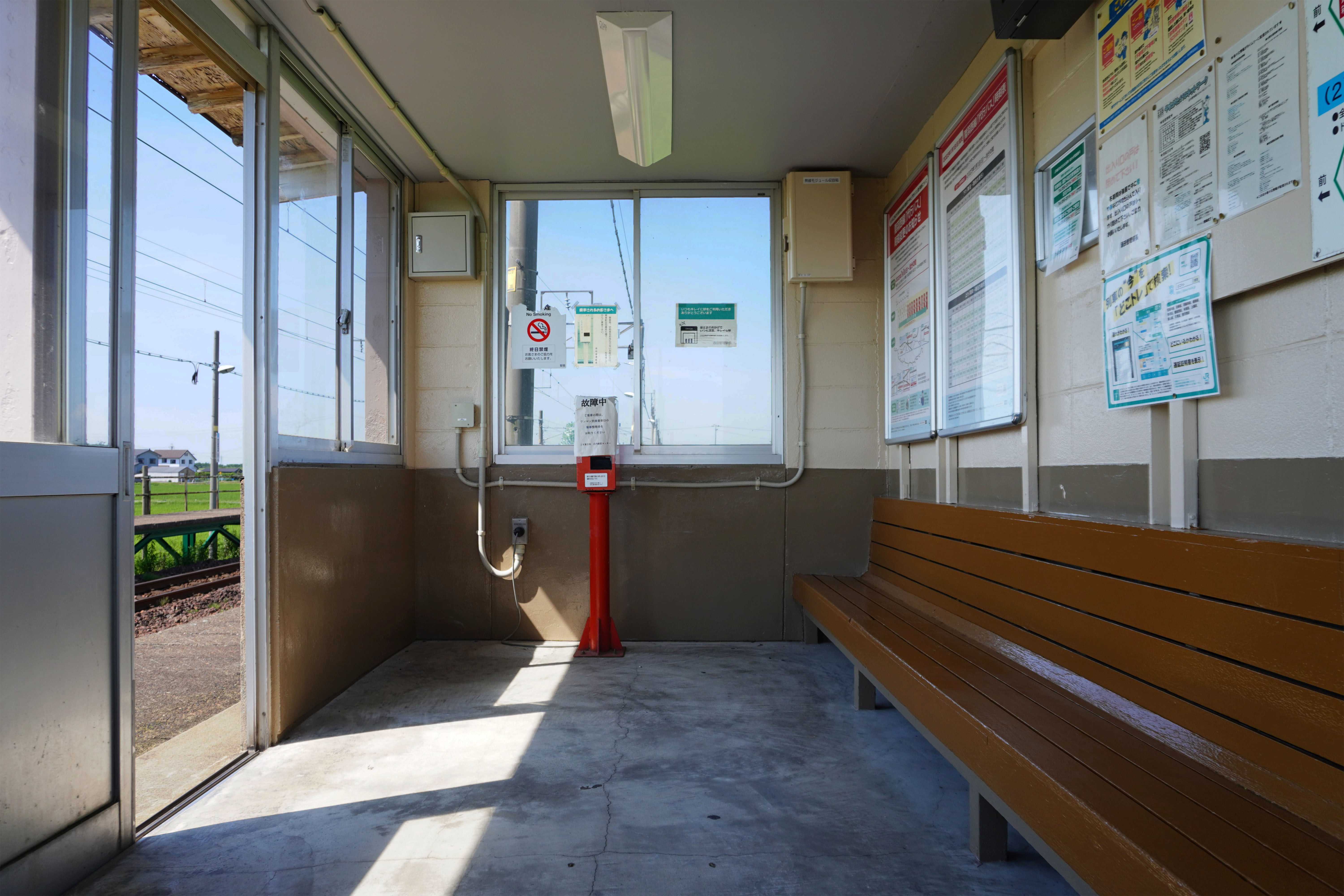
1番線ホーム待合室（2023年7月）
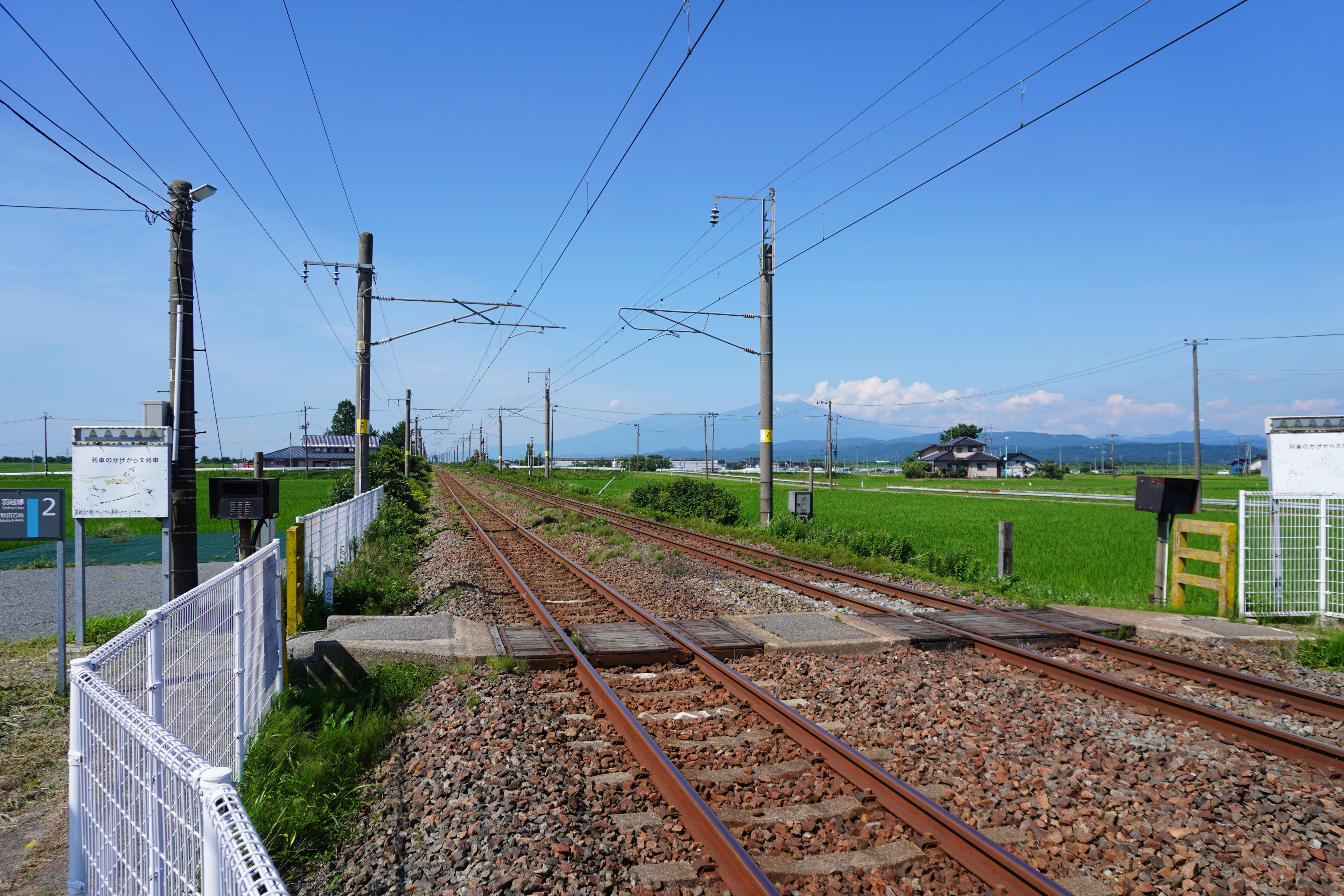
構内踏切（2023年7月）

## 利用状況
「山形県の鉄道輸送」によると、1987年度（昭和62年度）- 2004年度（平成16年度）の1日平均乗車人員の推移は以下のとおりであった。
| 乗車人員推移        | 乗車人員推移     | 乗車人員推移 |
| 年度                | 1日平均 乗車人員 | 出典         |
| ------------------- | ---------------- | ------------ |
| 1987年（昭和62年）  | 42               | [ 9 ]        |
| 1988年（昭和63年）  | 33               | [ 9 ]        |
| 1989年（平成0元年） | 36               | [ 9 ]        |
| 1990年（平成02年）  | 37               | [ 9 ]        |
| 1991年（平成03年）  | 33               | [ 9 ]        |
| 1992年（平成04年）  | 28               | [ 9 ]        |
| 1993年（平成05年）  | 25               | [ 9 ]        |
| 1994年（平成06年）  | 33               | [ 9 ]        |
| 1995年（平成07年）  | 27               | [ 9 ]        |
| 1996年（平成08年）  | 25               | [ 9 ]        |
| 1997年（平成09年）  | 22               | [ 9 ]        |
| 1998年（平成10年）  | 25               | [ 9 ]        |
| 1999年（平成11年）  | 25               | [ 9 ]        |
| 2000年（平成12年）  | 20               | [ 9 ]        |
| 2001年（平成13年）  | 20               | [ 9 ]        |
| 2002年（平成14年）  | 22               | [ 9 ]        |
| 2003年（平成15年）  | 18               | [ 9 ]        |
| 2004年（平成16年）  | 14               | [ 9 ]        |

## 駅周辺
周りは田んぼが広がっている。
- 山形県道360号砂越余目線（庄内こばえちゃライン）
- 平岡簡易郵便局
- JR羽越本線脱線事故慰霊碑

## 隣の駅
東日本旅客鉄道（JR東日本）
■羽越本線・■陸羽西線（余目駅 - 酒田駅間は羽越本線）
余目駅 - 北余目駅 - 砂越駅

### 報道発表資料
1. 1 2 3  『国土交通省による「（仮称）高屋トンネル」の施工に伴う陸羽西線全線の運転取りやめとバスによる代行輸送のお知らせ』（PDF）（プレスリリース）東日本旅客鉄道仙台支社、2022年3月24日。2022年5月13日閲覧。
2. ↑  『陸羽西線代行バス「北余目駅」バス停の変更について』（PDF）（プレスリリース）東日本旅客鉄道東北本部／東日本旅客鉄道新潟支社、2023年3月2日。オリジナルの2023年3月4日時点におけるアーカイブ。2023年3月4日閲覧。
3. ↑  『Suicaエリア外もチケットレスで! 東北エリアから「えきねっとQチケ」がはじまります』（PDF）（プレスリリース）東日本旅客鉄道、2024年7月11日。オリジナルの2024年7月11日時点におけるアーカイブ。2024年8月11日閲覧。

### 新聞記事
1. ↑  「JR東北本部など 陸羽西線代行バス北余目駅 バス停位置を変更」『交通新聞』交通新聞社、2022年3月13日。